# Leo C. Young

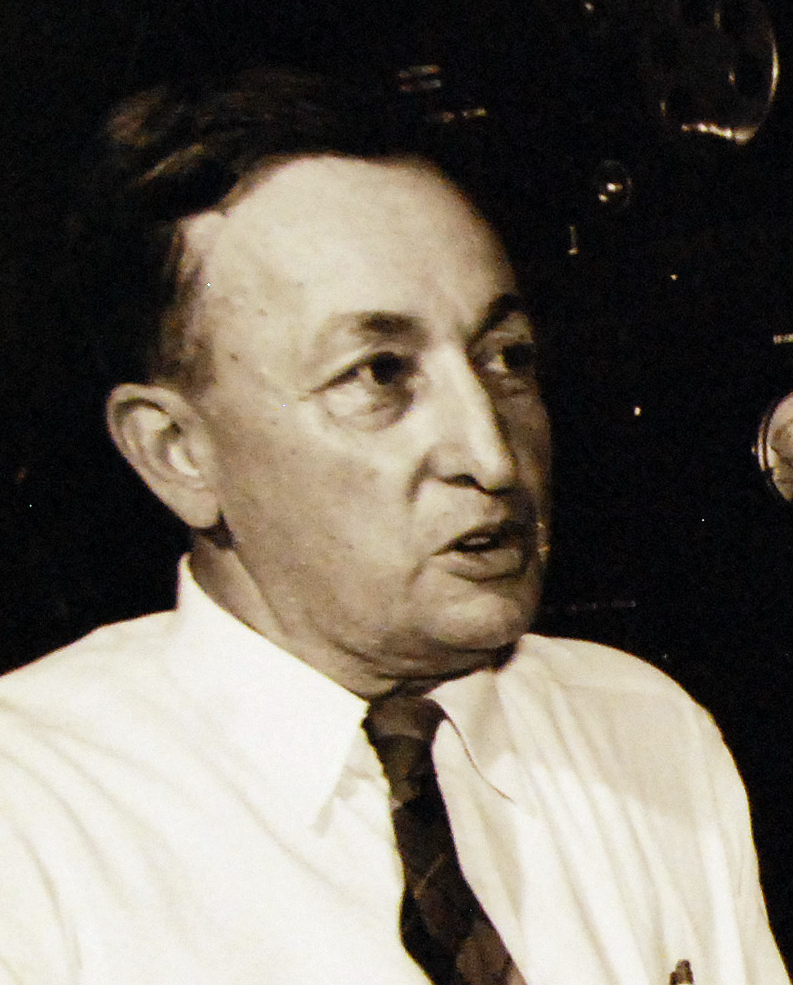
Leo C. Young

Leo Crawford Young (* 12. Januar 1891 in der Nähe von Van Wert, Ohio; † 16. Januar 1981 in Forestville (Maryland)) war ein amerikanischer Radio-Pionier und Mitarbeiter des United States Naval Research Laboratory. Seine Arbeit führte zu 30 Patenten in der Hochfrequenztechnik, einige davon für wesentliche Baugruppen und Verfahren in der Radarentwicklung.

## Lebenslauf

### Kindheit und Jugend
Young wuchs auf einer Farm in der Nähe von Van Wert, Ohio, auf. Seine formale Ausbildung endete zwar mit dem Abschluss der High School, jedoch befasste er sich autodidaktisch mit der sich noch in einem frühen Entwicklungsstand befindlichen Radiotechnik. Bereits mit 14 Jahren baute er seinen ersten Detektorempfänger. Er erlernte den Morsecode und baute bald darauf seinen eigenen Knallfunkensender, womit er sich in die Reihen der Amateurfunk-Enthusiasten in der Zeit vor der Lizenzierungspflicht einreihte (Young erhielt später das Rufzeichen W3WV).
Nach dem Schulabschluss arbeitete er als Telegrafist bei der Eisenbahn, wobei ihm seine Kenntnis des Morsealphabets zugutekam. Im Jahr 1913 wurde er Reservist bei den Fernmeldetruppen der Marine. Dort richtete er die zentrale Kontrollstation für das Navy-Amateur-Netzwerk ein.

### Militärzeit
Mit Beginn des 1. Weltkrieges im Jahre 1917 wurde er zum aktiven Militärdienst eingezogen.
Young wurde zum Bezirksamt für Kommunikation in Great Lakes (Illinois) einberufen. Dessen Direktor war zu dem Zeitpunkt Albert Hoyt Taylor, der ebenfalls Funkamateur mit dem Rufzeichen 9YN war. Zwischen beiden entstand eine tiefe persönliche und berufliche Beziehung, die für den Rest ihres Lebens bestand. Im Jahr 1918 wurde Taylor zur ehemaligen Marconi Communications Station in Belmar (New Jersey) versetzt, um das transatlantische Kommunikationssystem der Marine zu leiten. Später ging dann zum Aircraft Radio Laboratory (ARL) der Marine in Anacostia (Washington). Taylor sorgte dafür, dass Young ihm in beide Aufgabenbereiche folgte. Nach Kriegsende im Jahr 1919 kehrten sowohl Young als auch Taylor ins Zivilleben zurück, blieben aber weiterhin Mitarbeiter des ARL.

### Forschungstätigkeit
Im Jahr 1922 führten Taylor und Young im Auftrag des ARL Messungen mit einem Sender und einem Empfänger am gegenüberliegenden Ufer des Potomac River durch. Als ein hölzernes Schiff den Signalweg kreuzte, wurde eine starke Schwankung des empfangenen Signals festgestellt. Das was die Entdeckung des Barriereradar. Taylor meldete dies den höheren Behörden als eine Methode zur Erkennung von Schiffen, die in eine Formation eindrangen, aber es wurden keine weiteren Tests genehmigt.
Eines von Youngs Projekten bei der ARL bestand in der Erforschung der Amplitudenmodulation für Sender, welches den Sprechfunk als Alternative zum Morsecode ermöglichte. Um die Geräte zu testen, begann er von der Station Amateurfunkrufzeichen NSF mit Rundfunksendungen von Musik und Kurznachrichten. Bis 1922 wurden sogar Rundfunksendungen aus dem Kongress, darunter eine Ansprache von Präsident Warren G. Harding verbreitet. Anfang 1923 wurde der Sendebetrieb an „Radio Virginia“, dem neuen Rundfunksender in Arlington (Virginia) überlassen, da die Anfragen für Sendezeiten die Zeit für die Forschung von Young einschränkten.
Im Juli 1923 wurde das Naval Research Laboratory (NRL) in Bellevue (Washington) gegründet. In dieser Einrichtung wurden mehrere bestehende Forschungseinrichtungen der Marine, darunter auch die ARL, vereint. Taylor wurde zum Superintendenten der Funkabteilung ernannt und Young zu seinem Assistenten. Im Laufe des nächsten Jahrzehnts war Young maßgeblich an den meisten der frühen Funkentwicklungen des NRL beteiligt, so auch an dem 1925 durchgeführten Hochfrequenz-Experiment, bei dem eine Funkverbindung über eine Länge von 10.000 Meilen zwischen Radio Virginia und einem Schiff der US-Marine vor Australien hergestellt wurde.
Gregory Breit und Merle A. Tuve von den Carnegie Institution of Washington (CIW) untersuchten die Eigenschaften der Ionosphäre mit Hilfe eines vom NRL konstruierten Senders. Young schlug vor, eine Impulsmodulation und die Laufzeitmessung zur Messung der Höhe der Ionosphäre zu verwenden. Young baute dafür einen speziellen Modulator. Im Jahr 1925 wurden mit diesem Sender und Modulator Höhen von 55 bis 130 Meilen (entspricht 88 bis 210 Kilometer) gemessen.
Im Jahr 1930 testete Lawrence A. Hyland eine Antenne und bemerkte Interferenzen durch ein vorbeifliegendes Flugzeug. Hyland, Tylor und Young kannten sich noch aus der Zeit am Bezirksamt für Kommunikation in Great Lakes. In Erinnerung an die 1922 gemachten Erfahrungen mit den Schiff auf dem Potomac wurde eine gemeinsame Studie verfasst mit dem Titel „Radio-Echo Signale von bewegten Objekten“ und erneut wurde empfohlen, das Verfahren zur Ortung zu verwenden. Durch den umständlichen Dienstweg erreichte die Studie die Entscheidungsstelle erst zwei Jahre später und wurde dort verworfen.
Erst ab 1935 wurden Mittel für die weitere Forschung bewilligt. Mit der Erfindung des Sende-Empfangs-Umschalters wurde 1937 durch Taylor und Young ein Prototyp eines monostatischen Radars aufgebaut, der später unter dem Namen CXAM in Serie produziert und ab 1940 auf US-amerikanischen Schiffen installiert wurde.
Young arbeitete bis zu seiner Pensionierung im Jahr 1961 weiter an Forschungsprojekten im NRL.

## Ehrungen
Zu den zahlreichen Auszeichnungen, die Leo C. Young im Zusammenhang mit dem Naval Research Laboratory erhielt, gehören
- 1946: Verdienstmedaille des Präsidenten Harry S. Truman
- 1958: Auszeichnung des Marineministeriums für herausragende Leistungen im Zivildienst

In Anerkennung von Youngs Beiträgen auf dem Gebiet des Rundfunks erhielt er
- Die Stuart-Ballantine-Medaille des Franklin Instituts im Jahr 1957 und
- eine goldene 50-Jahres-Urkunde der Quarter-Century Wireless Association im Jahr 1966.